# Regine Kölpin
Regine Kölpin (* 1964 in Oberhausen als Regine Fiedler) ist eine deutsche Schriftstellerin. Die SPIEGEL-Bestsellerautorin schreibt Kurzgeschichten und Romane in verschiedenen Genres, auch unter den Pseudonymen Franka Michels und TrioMortabella sowie zusammen mit Gitta Edelmann unter Felicitas Kind. Regine Kölpin verfasst auch Kurzgeschichten für die Zeitschrift Tina.

## Biografie
Regine Kölpin ist 1964 in Oberhausen geboren und wuchs die ersten Jahre ihrer Kindheit (1964–1967) auf einem alten Rittergut „Hof Hirschberg“ bei Großalmerode auf. Seit ihrem 5. Lebensjahr lebt sie an der Nordseeküste in Friesland.
Die mehrfache Spiegel-Bestsellerautorin schreibt Romane und Geschichten unterschiedlicher Genres, u. a. für die Verlage Droemer Knaur (hier auch unter Franka Michels), Oetinger, Piper oder Coppenrath. Ihre Arbeiten sind mehrfach ausgezeichnet worden.
Sie ist auch als Herausgeberin tätig und an verschiedenen Musik- und Bühnenproduktionen beteiligt. Außerdem hat sie über 200 Kurztexte publiziert. Regine Kölpin ist mit dem Musiker Frank Kölpin verheiratet. Sie haben fünf erwachsene Kinder, mehrere Enkel und leben in einem kleinen Dorf in Küstennähe. In ihrer Freizeit verreisen sie gern mit ihrem Wohnmobil, um sich für neue Projekte inspirieren zu lassen.
Kölpin ist Mitglied bei Delia und Homer und gehört dem Bundeskongress der Kinder- und Jugendbuchautoren an.

## Werke

### Romane
- Die Zweisteins – Familie formt den Charakter. Roman, Knaur Verlag 2025. ISBN 978-3-426-52991-1.
- Weihnachtsexpress ins Glück. Weihnachtsgeschichte in 24 Kapiteln(Zusammen mit Gitta Edelmann). Coppenrath Verlag 2024. ISBN 978-3-649-64676-1.
- Das kleine Weihnachtsboot an der Nordsee.Weihnachtsroman unter Felicitas Kind, Piper Verlag 2024, ISBN 978-3-492-32037-5.
- Der Milchhof – Das Leuchten des Meeres. Saga Band 3, Piper Verlag 2024, ISBN 978-3-492-31883-9.
- Oma hat die Hosen an.Familienroman, Droemer Knaur Verlag 2024, ISBN  978-3-426-52886-0.
- Der Milchhof – Das Flüstern der Gezeiten. Saga Band 2, Piper Verlag 2023, ISBN 978-3-492-31882-2.
- Wenn Jingle bellt. Weihnachtsgeschichte in 24 Kapiteln (zusammen mit Gitta Edelmann). Coppenrath Verlag 2023, ISBN 978-3-649-64543-6.
- Der Markt der Weihnachtswunder. Weihnachtsroman unter Felicitas Kind, Piper Verlag, München 2023, ISBN 978-3-492-31972-0.
- Der Milchhof – Das Rauschen der Brandung. Saga Band 1, Piper Verlag, München 2023, ISBN 978-3-492-31881-5.
- Die Töchter der Kornmühle. Roman, Piper Verlag, München 2023, ISBN 978-3-492-31866-2.
- Den letzten beißen die Robben. Küstenkrimi, Droemer Knaur Verlag 2023, ISBN 978-3-426-52730-6.
- Traces Finde mich. Jugendroman, Oetinger Verlag 2023, ISBN 978-3-7512-0372-2.
- Briefe für dich. Weihnachtsgeschichte in 24 Kapiteln (zusammen mit Gitta Edelmann). Coppenrath Verlag 2022, ISBN 978-3-649-64247-3.
- Winterzauber in den Dünen. Weihnachtsroman unter Felicitas Kind, Piper Verlag 2022, ISBN 978-3-492-31750-4.
- Oma macht klar Schiff. Familienroman, Droemer Knaur, 2022, ISBN 978-3-426-52495-4.
- Das Haus am Deich – Sicherer Hafen. Saga Band 3, Piper Verlag 2022, ISBN 978-3-492-31735-1.
- Das Haus am Deich – Unruhige Wasser. Saga Band 2, Piper Verlag 2021, ISBN 978-3-492-31734-4.
- Das Haus am Deich – Fremde Ufer. Saga Band 1, Piper Verlag 2021, ISBN 978-3-492-31736-8.
- Der Zug der Nonnengänse. Roman (unter Franka Michels), Droemer Knaur Verlag, 2021, ISBN 978-3-426-52729-0.
- Der Möwenschiss-Mord. Küstenkrimi, Droemer Knaur Verlag 2021, ISBN 978-3-426-52297-4
- Der Nordseehof – Als wir den Himmel erobern konnten. Saga Band 3, Piper Verlag 2021, ISBN 978-3-492-31600-2.
- Der Nordseehof – Als wir der Freiheit nahe waren. Saga Band 2, Piper Verlag 2020, ISBN 978-3-492-31599-9.
- Der Nordseehof – Als wir träumen durften. Saga Band 1, Piper Verlag 2020, ISBN 978-3-492-31598-2.
- Wohin die Schuld uns trägt. Roman, Gmeiner 2020, ISBN 978-3-8392-2772-5.
- Oma wird Oma/Oma tanzt auf Wolke 7. Doppelband, Weltbild 2020, ISBN 978-3-96377-503-1.
- Strandkorbküsse oder Der Anti-Verliebtheitspakt. Jugendroman, Oetinger 2020, ISBN 978-3-8415-0629-0.
- Oma kriegt die Kurve. Familienroman, Droemer Knaur 2020, ISBN 978-3-426-52399-5.
- Ins Watt gebissen. Küstenkrimi, Droemer Knaur 2019, ISBN 978-3-426-52296-7.
- Im Zickzackkurs zur Liebe. Jugendroman, Oetinger Verlag 2019, ISBN 978-3-8415-0599-6.
- Johannes Gutenberg und die verschwundenen Lettern. Historischer Kinderkrimi, mit Gitta Edelmann, Gutenberg Stiftung 2019, ISBN 978-3-948207-00-7.
- Oma tanzt auf Wolke 7. Familienroman, Droemer Knaur, 2018, ISBN 978-3-426-52295-0
- Oma zeigt Flagge/Oma geht campen. Doppelband. Weltbild 2018, ISBN 978-3-95973-898-9.
- Vom Winter verweht. Historische Liebesgeschichte, mit Gitta Edelmann, Coppenrath 2018, ISBN 978-3-649-62924-5.
- Oma wird Oma. Familienroman, Droemer Knaur, 2018, ISBN 978-3-426-52120-5.
- Die Rückkehr der Lebenspflückerin. Historischer Roman, KBV Verlag 2018, ISBN 978-3-95441-404-8.
- Oma geht campen. Familienroman. Droemer Knaur, 2017, ISBN 978-3-426-51963-9.
- Das verlorene Kind Kaspar Hauser. Historische Romanbiografie. Gmeiner, 2016, ISBN 978-3-8392-1935-5.
- Die Feuerperlenkette. Wikingerfreundschaftsroman für Kinder. Graphiti 2016, ISBN 978-3-945383-83-4
- Bis zum Himmel. Jugendroman. Graphiti 2016, ISBN 978-3-945383-87-2
- Oma zeigt Flagge. Humorvoller Roman. Droemer Knaur, 2015, ISBN 978-3-426-51682-9.
- Straßenschatten. Thriller. KBV Verlag, 2015, ISBN 978-3-95441-236-5
- Das Signum der Täufer. Historischer Roman. KBV Verlag, 2014, ISBN 978-3-95441-157-3.
- Der Meerkristall. Historischer Kriminalroman. KBV Verlag, 2013, ISBN 978-3-942446-82-2.
- Die Lebenspflückerin. Historischer Kriminalroman. KBV Verlag, 2012, ISBN 978-3-942446-39-6.
- Muschelgrab. Kriminalroman. Neuauflage im Gmeiner Verlag, 2020, ISBN 978-3-939689-66-9.
- Otternbiss. Kriminalroman. Neuauflage im Gmeiner Verlag, 2010, ISBN 978-3-939689-35-5.
- Vergangen ist nicht vorbei. Kriminalroman. KBV, Hillesheim 2009, ISBN 978-3-940077-63-9.
- Spinnentanz. Kriminalroman. Leda Verlag, 2008, ISBN 978-3-939689-13-3.
- Krähenflüstern. Kriminalroman. Neuauflage im Gemeiner Verlag, 2020, ISBN 978-3-934927-95-7.

### Herausgeberschaft
- Inselmörder. 17 Kurzkrimis von den Inseln. Prolibris Verlag, Kassel 2019.
- Rügener Aalblut. 21 Rezepte, 21 Krimis. Wellhöfer Verlag, Mannheim 2017.
- Mecklenburger Schweinerippe(r). 25 Rezepte, 25 Krimis. Wellhöfer Verlag, Mannheim 2016, ISBN 978-3-95428-186-2.
- Grünkohl, Mord und Pinkel. 25 Rezepte, 25 Krimis. Wellhöfer Verlag. Mannheim 2016, ISBN 978-3-95428-187-9.
- Chillen, killen, campen – Kurzkrimis aus Zelt und Caravan. KBV, Hillesheim 2015, ISBN 978-3-95441-224-2.
- Möwenschrei und Meuchelmorde – Die mörderische Vergangenheit der Ostfriesischen Inseln. Wellhöfer, Mannheim 2015, ISBN 978-3-95428-164-0.
- Wellengang und Wattenmorde – Die mörderische Vergangenheit der Nordfriesischen Inseln.Wellhöfer, Mannheim 2015, ISBN 978-3-95428-163-3.
- Muscheln, Möwen, Morde. Eine kriminelle Reise vom Darß bis Fehmarn. Anthologie. KBV, Hillesheim 2012, ISBN 978-3-942446-62-4.
- aufgebockt und abgemurkst. Kurzkrimis für Campingfreunde. Anthologie. KBV, Hillesheim 2012, ISBN 978-3-942446-42-6.
- Deichleichen. Friesisch herbe Kurzkrimis vom Jadebusen bis zum Dollart. Anthologie. KBV, Hillesheim 2011, ISBN 978-3-942446-03-7.

### Geschichtensammlungen
- Mord im Weihnachtsexpress. Geschenkbuch (zusammen mit Gitta Edelmann), Coppenrath Verlag 2021, ISBN 978-3-649-63756-1.
- Wintergeschichten am Kamin. Geschenkbuch (zusammen mit Gitta Edelmann), Coppenrath Verlag 2020, ISBN 978-3-649-63497-3.
- Mörderisches Usedom – Krimineller Freizeitführer. Gmeiner Verlag, 2017, ISBN 978-3-8392-2062-7.
- Mörderische Mecklenburger Bucht – Krimineller Freizeitplaner. Gmeiner Verlag, 2016, ISBN 978-3-8392-1864-8.
- Wer mordet schon am Wattenmeer? – Krimineller Freizeitplaner. Gmeiner Verlag, 2014, ISBN 978-3-8392-1580-7.
- Liebe Laster Leichen. Im Altersheim ist nicht gut Kirschen essen. Kurzkrimis des TrioMortabella (Regine Kölpin, Christiane Franke, Manfred C. Schmidt). Leda Verlag, Leer 2009, ISBN 978-3-939689-28-7.
- Mord Mord Mord. Der Tod kommt aus Nordwest. Kurzkrimis des Trio Mortabella (Regine Kölpin, Manfred C. Schmidt, Christiane Franke). Wurdack-Verlag, Nittendorf 2007, ISBN 978-3-938065-26-6.

Kurzprosa (Auswahl)
- Watt mutt dat mutt. In: Myrrhe, Mord und Marzipan. Droener Knaur 2024.

- Gast Nummer 5. In: Du stirbst nicht nur zur Sommerzeit. HarperCollons 2024.

- Noch ein Toter auf dem Spiekerooger Drinkeldodenkarkhoff. In: Fiese Friesen 3. Gmeiner 2024.
- Lales Weihnachtswunder. In: Weihnachtsduft und Erfindergeist. Piper Verlag, München 2023.
- El Gordo in den Dünen. In: Teelicht, Tatort, Tannenduft. Droemer Knaur 2023.
- Investition in die Zukunft. In: Fiese Friesen 2. Gmeiner Verlag 2023.
- Männerfrau. In: Echt fies. DCO Verlag 2023.
- Nützt jo nix. In: Wichtel, Wunder, Weihnachtsmord. Droemer Knaur 2022.
- Revival auf Wangerooge. In: Fiese Friesen. Gmeiner 2022.
- Zwischen Ratten und Krähen. In: Einmal kurz die Welt retten. Gmeiner 2022.
- Einmal Weihnachten feiern. In: Winter, Weihrauch, Wasserleichen. Droemer Knaur 2021.
- Kaffeegold. In: Kaffee. Mokka. Tot. Emons 2021.
- Doch, wir lieben uns. In: Adam, du solltest mehr Obst essen! Coppenrath 2021.
- Gottes Schäumchen. In: Der letzte Schluck Corona. Bookspot 2020.
- Wohin mit Karl-August? In: Josef, was hat denn der geraucht? Coppenrath 2020.
- Bitte lasst den Weihnachtszauber. In: Josef, es sind Zwillinge. Coppenrath 2020.
- Wo gehobelt wird. In: Jetzt ist endlich Feierabend. Coppenrath 2020.
- Ein besonderes Weihnachtsgeschenk. In: Rentier, Raubmord, Rauschgoldengel. Droemer Knaur 2020.
- Aus der Mücke eine Schlange machen. In: Das Campen ist des Mörders Lust. KBV 2020.
- Der Weihnachtsmann wohnt nebenan. In: Lametta, Lichter, Leichenschmaus. Droemer Knaur 2019.
- Weihnachten bei Oma. In: Ostfriesisch kriminelle Weihnachten. Wellhöfer 2019.
- Badischer Wein. In: Mörderisch im Abgang. Wellhöfer 2019.
- Meine Frau, die Helma. In: Adam, ich hab nichts anzuziehen. Coppenrath Verlag 2020.
- Sie ist weg. und Tanz im Watt. In: Inselmörder. Prolibris 2019.
- Teufelsfarbe. In: Tödliche Hanse. Edition Temmen, 2018.
- Die Weihnachtsfrauen. In: Kerzen, Killer, Krippenspiel. Droemer Knaur, München 2017.
- Der Erdbeertag. In: Ostfreeslandkalender.  2016.
- Dornröschentod. In: Türchen, Tod und Tannenbaum. Droemer Knaur Verlag, München 2015.
- Die Weihnachtskrähe In: Arsen und Mistelzweig. Coppenrath, 2014.
- Der Weihnachtshasser. In: Süßer die Schreie nie klingen. Droemer Knaur Verlag, München 2013.
- Katzenweihnacht. In: Glöckchen, Gift und Gänsebraten. Knaur Verlag, 2012.
- Hochzeitsreise. In: Mörderischer Chiemgau. Pendragon, 2011.
- Wenn die Reben Trauer tragen. In: Bis zum letzten Tropfen. Emons Verlag, 2010.
- Ein Tag im August. In: Friesisches Mordkompott.  Leda Verlag, Leer 2009.
- Himbeerdrops. In: Money-Geschichten von schönen Scheinen. Heyn Verlag, Klagenfurt 2008.
- Janosch. In: Tee mit Schuss. Leda Verlag, 2007.
- Sturm über Wangerooge. In: Inselkrimis. Leda Verlag, 2006.
- Der Reihe nach. In: Rot wie Blues. Brücken Verlag, 2005.
- Wenn Frösche quaken, sieht man's nicht. In: Und die Fische zupfen an meinen Zehen. Arena Verlag, 2004 (TB-Ausgabe).
- Graupen und Gedichte. In: Schiefer als Pisa. Leda Verlag, 2002.
- Die Frau von Gegenüber. In: Hoffnung – Geschichten nah an der Wirklichkeit. Geest Verlag, 2001.

Bühnenprojekte
- Tommy – The Who. Bühnenshow mit Moderation. The Breathe-Project. Konzept: Frank Kölpin, Moderation: Regine Kölpin, 2019, 2020, 2022.
- Die Lebenspflückerin. Musical nach dem Roman Die Lebenspflückerin. Textbuch/Regie/Songtexte: Regine Kölpin, Uraufführung 2018.
- Katzenwettbewerb. Musikalisches Bühnenwerk für Kinder in Zusammenarbeit mit Halina Waloschek, 2017.
- The Pink Floyd-Tribute Show. The Breathe-Project. Konzept: Frank Kölpin, Textgestaltung: Regine Kölpin, 2016.